# لوكاس ماتشادو
لوكاس ماتشادو (بالإسبانية: Lucas Machado)‏ هو لاعب كرة قدم أوروغواياني، ولد في 10 أبريل 1998 في سان خوسيه دي مايو ‏ في الأوروغواي.

## وصلات خارجية
- لوكاس ماتشادو على موقع قاعدة بيانات كرة القدم.إي يو (الإنجليزية)
- لوكاس ماتشادو على موقع Soccerway.com (الإنجليزية)